# Inazuma Eleven
Inazuma Eleven (イナズマイレブン?, Inazuma Irebun, lett. "Gli undici del fulmine") è un videogioco di calcio RPG per Nintendo DS. È uscito il 22 agosto 2008 in Giappone e in Europa il 28 gennaio 2011, ad eccezione del Regno Unito in cui è stato pubblicato il 26 agosto 2011. Il 13 febbraio 2014 è stato distribuito digitalmente per Nintendo 3DS tramite eShop in Europa (escluso il Regno Unito) e per la prima volta anche in Nordamerica.
Sono usciti svariati seguiti del gioco e da tutti i vari capitoli sono derivati anche un manga ed un anime che hanno reso il gioco più seguito

## Trama
Il protagonista, Mark Evans (円堂 守?, Endō Mamoru), frequenta la scuola media Raimon (雷門中?, Raimon-chū, chiamata "Raimon Junior High"), dove ha fondato un club di calcio. All'inizio i membri sono solo sette (Jack Wallside, Tod Ironside, Kevin Dragonfly, Timmy Saunders, Sam Kincad, Steve Grim e lo stesso Mark, che è il portiere e anche il capitano della squadra) più la loro dirigente Silvia Woods (木野 秋?, Kino Aki), grande amica di Mark. Tuttavia la figlia del direttore, Nelly Raimon (雷門 夏未?, Raimon Natsumi), li avvisa che dato lo scarso livello della squadra il club di calcio andrà incontro alla chiusura se non vinceranno un'amichevole contro la temibile Royal Academy, la squadra giovanile più forte del Giappone e capitanata dall'altrettanto temuto regista Jude Sharp (鬼道 有人?, Kidō Yūto). Solo in caso di vittoria, il club di calcio della Raimon sarebbe rimasto aperto e avrebbe avuto l'opportunità di partecipare al Football Frontier, il torneo calcistico giovanile più importante del Giappone nel quale prima avrebbero dovuto vincere il torneo regionale, ed in seguito quello nazionale contro le squadre vincitrici dei rispettivi gironi regionali. Mark quindi si fa in quattro per reclutare i giocatori mancanti per poter disputare la partita, riuscendo a far entrare nella squadra Nathan Swift, Jim Wraith, Maxwell "Max" Carson e William "Willy" Glass.
Il giorno dell'amichevole con la Royal Academy si scopre anche che la Royal ha accettato di giocare un'amichevole con una squadra tanto scarsa come la Raimon a causa di uno studente appena trasferitosi nell'omonimo istituto: Axel Blaze (豪炎寺 修也?, Gōenji Shūya), il "Bomber di fuoco".
La partita comincia e la Raimon viene letteralmente distrutta sia a causa del livello di gioco della Royal che della loro aggressività lasciando piuttosto malconci tutti i giocatori: l'unico rimasto in piedi è Mark, che nonostante sia messo male quanto gli altri continua ogni volta a rialzarsi. Di male in peggio, durante l'intervallo Willy scappa terrorizzato levandosi la maglia numero 10 e lasciando la squadra con un uomo in meno nel mezzo di una partita nettamente a senso unico. Spinto però dalla cocciutaggine e dalla grinta di Mark, Axel raccoglie la maglia e si unisce alla Raimon, lasciando tutti basiti. Le sorti della Raimon da questo momento prendono una piega del tutto inaspettata: Mark riesce finalmente a parare un tiro utilizzando la leggendaria Mano di Luce, dopodiché passa la palla direttamente ad Axel, che segna con la tecnica che lo ha reso noto, il Tornado di Fuoco.
Raggiunto il loro scopo la Royal da forfeit: i membri della Raimon gioiscono per questo ma Axel avvisa Mark di non contare più su di lui. Dopo la partita inoltre si unisce allo staff della squadra Celia Hills (音無 春奈?, Otonashi Haruna), sorella di Jude e membra del club giornalistico. Nelly però ricorda ad Axel il suo passato ed il ragazzo, convinto ancora una volta dalla grinta di Mark, decide di unirsi alla Raimon dove prima deve superare un'altra prova.
La prova è contro la Occult Junior High, che sembra avere la meglio grazie ad una tecnica chiamata Blocco Invisibile; Axel capisce però come superarla rivelandone il trucco e riesce a portare la sua squadra alla vittoria. Nel primo turno delle regionali la Raimon affronta una squadra di veri e propri selvaggi: la Wild Junior High, squadra che vanta una difesa aerea impressionante ed i cui giocatori assomigliano ad animali anche comportandosi come tali. La Raimon si prepara in proposito scoprendo ed imparando una nuova tecnica che permetta di superare la difesa aerea della Wild: il Trampolino Inazuma, usato da Jack ed Axel. La Raimon passa al secondo turno dove deve affrontare una squadra che gioca seguendo le statistiche indicate ai giocatori da un computer e dalle simulazioni: la Brainwashing Junior High, i giocatori della quale si comportano come degli automi disposti solo ad eseguire gli ordini. Per colpa dei trucchi usati dalla Brainwashing,la Raimon sembra destinata a perdere ma i giocatori non si arrendono e riescono a ribaltare il risultato grazie al Doppio Fulmine Inazuma di Mark ed Axel, che frigge i circuiti della Brainwashing consentendo alla Raimon di ribaltare la situazione liberando inoltre i giocatori della squadra avversaria dal lavaggio del cervello e facendoli tornare normali. La Raimon quindi affronta la Otaku Junior High, una squadra non molto forte composta da appassionati di videogiochi e fumetti che ha per "base" un café. Questa squadra però ha superato i primi tre turni imbrogliando in vari modi quali indebolire gli avversari mediante cibo avvelenato dato agli avversari che sono andati nel suddetto café e modificare i dati delle partite grazie alle doti informatiche dei suoi membri facendosi passare per vincitrice. Nonostante avesse vinto la partita infatti, la Raimon era segnata come perdente, ma riesce a smascherare la Otaku e approda alla finale delle regionali dove deve affrontare la Royal.
Tutti i giocatori della Raimon tranne Mark sono preoccupatissimi per due motivi: il primo è che la Royal vince il Football Frontier da quarant'anni consecutivi, e il secondo che nell'amichevole prima del Football Frontier stavano perdendo 20-0 prima che arrivasse Axel. Tuttavia prima della partita le due squadre capiscono che la Raimon durante il Football Frontier è cresciuta molto e riesce quindi a competere con la Royal. Proprio per questo, Ray Dark, l'allenatore della Royal noto per giocare sporco, fa cadere delle travi d'acciaio dal soffitto per ferire, o peggio, uccidere i giocatori della Raimon anche rischiando di colpire i suoi. Fortunatamente Jude, stanco dei modi disonesti dell'allenatore, riesce ad individuare la trappola ed a mettere in salvo i giocatori di entrambe le squadre facendo anche cacciare Dark dal suo ruolo di Comandante della Royal Academy. La partita viene quindi giocata regolarmente e finisce in favore della Raimon. La Royal comunque, dato che ha vinto l'edizione precedente del torneo, passa di diritto alle fasi finali per difendere il titolo.
Iniziate le fasi nazionali, la Raimon dovrà misurarsi con la Shuriken Junior High, una squadra di velocisti ninja molto rinomata per studiare efficaci contromosse alle loro squadre avversarie osservandoli dall'ombra. Per allenarsi in vista delle fasi nazionali, l'allenatore della Raimon Seymour Hillman (響木 正剛?, Hibiki Seigō) vorrebbe organizzare una partita contro i vecchi giocatori della leggendaria Inazuma Eleven, la squadra di cui faceva parte e che fu allenata dal nonno di Mark, David (円堂 大介?, Endō Daisuke); purtroppo tre dei giocatori non ne vogliono sapere e Mark decide di andare a convincerli di persona: sarà proprio la somiglianza di Mark col nonno che farà tornare la passione per il calcio ad i tre, anche se  Constant Builder (光一 備流田?, Kōichi Biruda), una delle punte, vuole mettere alla prova il ragazzo prima di aiutarlo: lo avrebbe fatto solo se Mark fosse riuscito a parare la potentissima Ali di Fuoco, una delle tecniche speciali della Inazuma che solo David riusciva a parare. Dopo un primo tentativo fallito, Mark riesce non solo a parare il tiro ma impara anche la leggendaria tecnica di suo nonno: la Mano del Colosso, creduta la più forte tecnica di parata che esista e che solo David sapeva padroneggiare. Per sdebitarsi, i giocatori della Inazuma decidono di dare alla Raimon anche gli appunti per imparare la tecnica ali di fuoco dove Axel e Nathan la padroneggiano.
La partita inaugurale sarà tra Shuriken e Raimon. La shuriken gioca bene, ma la Raimon prevale e passa al turno successivo. La gioia della vittoria però dura poco: Silvia riferisce ai giocatori che il padre di Nelly è stato vittima di un incidente d'auto ed è in gravi condizioni. Inoltre, dopo la partita, Hillman dà a Mark e agli altri la notizia che la Royal Academy ha perso 10-0 contro la misteriosa Zeus Junior High. Hillman aggiunge anche che tutti i giocatori sono rimasti gravemente infortunati e si trovano all'ospedale. La prossima squadra che la Raimon deve affrontare è la Farm Junior High. Questa squadra vanta una difesa imbattibile grazie alla tecnica del suo portiere, chiamata Muraglia Infinita. I giocatori della Raimon sono disperati perché sanno che i loro tiri sono troppo deboli per battere la Muraglia Infinita, ma per fortuna si unisce alla squadra la persona più impensabile di tutte: Jude Sharp, entrato nel club su invito di Hillman. Jude parla a Mark e gli altri della Zeus, aggiungendo che chi la allena è Dark e risolvendo alcuni enigmi sulla squadra. Jude aggiunge anche che l'unico motivo per cui si è unito alla Raimon è perché vuole scoprire la verità sulla Zeus e sconfiggere definitivamente Dark. Inoltre, in seguito ad una lettera del padre di Nelly, si scopre che l'incidente di cui è stato vittima non è stato un caso e che dietro al quarantennio di supremazia della Royal, a partire dall'incidente della Inazume e la scomparsa di David Evans fino all'incidente della sorella di Axel, ci sono state dietro le manipolazioni e le malefatte di Dark, chiedendo alla figlia ed alla Raimon di incastrare quell'uomo lasciando loro tutto ciò che gli serve.
Grazie all'Ariete Inazuma la Raimon vince la partita e va in semifinale, dove dovrà affrontare la Kirkwood Junior High, l'ex squadra di Axel.
Prima della partita però i tre fratelli Murdock decidono di "farla pagare" ad Axel per averli abbandonati il giorno della finale dell'anno prima e quindi lo raggiungono per fargli pesare l'accaduto imbattendosi anche in Mark, al quale viene dato un assaggio della nuova tecnica dei tre fratelli: il Triangolo Z. La tecnica è talmente potente da lasciare tutti attoniti, specialmente Mark che comincia a non darsi pace. Mark comincia quindi a sottoporsi ad allenamenti massacranti fino a che Jude (in maniera più diretta) e poi Nelly non gli fanno notare di star oltrepassando il limite, soprattutto perché è il capitano. Mark si riprende e si prepara in vista dell'allenamento speciale organizzato dalla Inazuma mirato a potenziare la difesa, allenamento nel quale Mark, Jack e Tod inventano una nuova tecnica di parata che unisce la forza dei tre per resistere al tiro: la Difesa Tripla.
Arriva il giorno della partita, che si rivela durissima a causa delle tecniche dei fratelli Murdock, ma la Raimon riesce a trionfare e arriva in finale contro l'imbattibile Zeus. Inoltre i tre fratelli vengono messi al corrente del perché Axel non si presentò alla finale l'anno prima, perdonandolo e sentendosi in colpa per l'accaduto dei giorni precedenti alla semifinale.
In vista della finale quindi la Raimon comincia ad allenarsi molto duramente per poter competere con la Zeus e ancor prima della partita cominciano i colpi di scena in quanto lo stadio della finale è sospeso in aria. Prima che cominci la partita, Silvia, Celia e Nelly si allontanano senza dare nell'occhio per scoprire i misteri riguardo alla forza apparentemente divina della Zeus. Durante il primo tempo la Raimon è in difficoltà e sfiancata al contrario dei giocatori della Zeus, che nonostante le numerose tecniche usate non sembrano per niente stanchi alla fine della prima metà di gioco. Le tre ragazze intanto, indagando durante il primo tempo, scoprono che la Zeus imbrogliava usando uno speciale succo chiamato "Nettare degli Dei", grazie al quale i giocatori non si stancavano mai. Inizialmente indecise sul da farsi, le tre decidono di annacquare la sostanza cosicché nel secondo tempo non faccia più effetto per poi riferire il tutto. Grazie al loro intervento, la Raimon nel secondo tempo riesce quindi a tenere testa ed infine sconfiggere la Zeus, vincendo il Football Frontier: la Raimon si è proclamata la squadra giovanile più forte di tutto il Giappone e Dark viene finalmente arrestato per i suoi crimini, mentre la luce della Inazuma Tower riprende a brillare come un tempo.

## Personaggi
Nelle versioni europee i nomi dei personaggi sono stati modificati rispetto all'originale.

## Modalità di gioco

Screenshot del videogioco

Il gioco è diviso in due parti: una con le meccaniche da gioco di ruolo, presentando vari luoghi esplorabili per trovare oggetti, parlare con gli altri personaggi o partecipare a delle sfide. L'altra parte sono le partite vere e proprie, che si svolgono durante la storia: usando il pennino il giocatore deve muovere i giocatori contro la squadra avversaria. Ci sono tutte le azioni del classico gioco di calcio, più l'aggiunta di numerose mosse speciali, dette Tecniche Micidiali (必殺技?, Hissatsu Waza). L'esito di ogni azione intrapresa da ogni giocatore dipende da sette valori di abilità (che sono Attacco, Fisico, Controllo, Difesa, Velocità, Resistenza e Grinta), dalla sua affinità e dal numero totale di giocatori presenti in quell'azione. Altra particolarità del gioco sono gli elementi, che sono in tutto quattro e sono Fuoco, Foresta, Montagna e Vento. Ogni giocatore ne ha uno e se l'elemento della tecnica corrisponde a quello dell'utilizzatore, la tecnica riceverà un aumento di potenza risultando più efficace. Inoltre ogni elemento è efficace nei confronti di un altro: Fuoco è potente contro Foresta, Foresta è potente contro Vento, Vento è potente contro Montagna e Montagna è potente contro Fuoco. Le abilità speciali possono essere fermate solo con altre mosse speciali: ciò significa che vinceranno sempre contro le mosse di base. Tuttavia le Tecniche di Tiro e le Tecniche di Parata si attivano simultaneamente, consumando PT (Punti Tecnica). Un altro punto di forza è la presenza di moltissimi personaggi che hanno numero di valori diversi e mosse diverse, a seconda del personaggio. Il numero di personaggi raggiunge i 1000 e si possono reclutare in tre modi: reclutarli in base alle necessità del giocatore (per esempio un difensore di tipo Fuoco) tramite ricerca con Celia (solo nel primo gioco) o con il super computer, utilizzando la mappa dei contatti che si estenderà dopo aver reclutato un giocatore o dopo aver superato certi eventi oppure scaricare giocatori speciali tramite WiFi o mettendo dei codici durante la ricerca. Si può anche reclutare giocatori provenienti da squadre battute nella storia, che nel gioco si dice "soffiare".
Il gioco supporta il collegamento tra due Nintendo DS.

## Sigle
La sigla di apertura originale è Ganbariiyo (がんばリーヨ!!?) dei T-Pistonz+KMC. La sigla italiana è quella dell'anime, ovvero la versione in italiano, con parole diverse, di Tachiagariiyo (立ち上がリーヨ?) dei T-Pistonz+KMC. È cantata da Dario De Rosa ed il testo è scritto da Valerio Gallo Curcio. Il mixage è di Riccardo Canino.

## Recensioni
| Testata       | Versione | Giudizio |
| ------------- | -------- | -------- |
| GameStats     | Versione | 8/10     |
| Famitsū       | NDS      | 36/40    |
| 3D Juegos     | Versione | 8/10     |
| Gamer.nl      | Versione | 8/10     |
| Fragland      | Versione | 84%      |
| Nintendo Life | Versione | 8/10     |
| Vandal Online | Versione | 8,2/10   |
| VicioJuegos   | Versione | 83/10    |

Inazuma Eleven ha ricevuto un alto punteggio di 36 su 40 dalla rivista giapponese Famitsū. È stato il terzo titolo più venduto in Giappone nella sua settimana di uscita con 41 000 copie. Il gioco ha venduto 29 000 copie nella seconda settimana e 14.000 nella terza. Inazuma Eleven ha inoltre ricevuto un alto voto di 9 su 10 dalla rivista NRU (numero 113).

## Videogiochi successivi

### Serie originale
- Inazuma Eleven 2 (?, イナズマイレブン2 脅威の侵略者, Inazuma Eleven 2 - Kyōi no shinryakusha), disponibile nelle versioni Tempesta di fuoco (ファイア?, Faia, "Fire") e Bufera di neve (ブリザード?, Burizādo, "Blizzard"). Pubblicato in Giappone il 1º ottobre 2009[10] e in Europa il 16 marzo 2012[11].
- Inazuma Eleven 3 (イナズマイレブン3 世界への挑戦!!?, Inazuma Eleven 3 - Sekai e no chōsen!!, lett. "Inazuma Eleven 3 - Sfida al mondo!!"), uscito originariamente per DS in due versioni, Fuoco Esplosivo (ボンバー?, Bonbā, "Bomber") e Lampo Folgorante (スパーク?, Supāku, "Spark"), pubblicate il 1º luglio 2010 alle quali è stata poi aggiunta la terza legata al film The Ogre (ジ・オーガ?, Ji Ōga), pubblicata il 16 dicembre 2010[12]. Al di fuori del Giappone, il gioco è uscito per Nintendo 3DS oltre tre anni dopo, pubblicato in Europa con le due versioni Lampo Folgorante e Fuoco Esplosivo il 27 settembre 2013[13] ed Ogre all'attacco! il 14 febbraio 2014[14]

### Serie GO
- Inazuma Eleven GO (イナズマイレブン GO?, Inazuma Irebun Gō), uscito nelle versioni Luce (シャイン?, Shain, "Shine") e Ombra (ダーク?, Dāku, "Dark") in Giappone il 15 dicembre 2011[15] e in Europa il 13 giugno 2014[16]. È il primo capitolo della serie ad essere pubblicato anche in Giappone solo per la console Nintendo 3DS.
- Inazuma Eleven GO 2: Chrono Stone (イナズマイレブンGO2 クロノ・ストーン?, Inazuma Irebun Gō Tsū - Kurono Sutōn), distribuito nelle versioni Fiamma (ネップウ?, Neppuu, lett. "Vento ardente") e Tuono (ライメイ?, Raimei, lett. "Fulmine", "Rombo di tuono") in Giappone il 13 dicembre 2012[17] e in Europa il 27 marzo 2015[18].
- Inazuma Eleven GO Galaxy (イナズマイレブンGO ギャラクシー?, Inazuma Irebun Gō Gyarakushī), versioni Big Bang (ビッグバン?, Bigguban) e Supernova (スーパーノヴァ?, Sūpānova). Pubblicato in Giappone il 5 dicembre 2013, e mai distribuito internazionalmente.[19]

### Universo alternativo
- Inazuma Eleven: Victory Road (イナズマイレブン 英雄たちのヴィクトリーロード) [20] verrà distribuito nel corso del 2025 su PlayStation 5, PlayStation 4, Nintendo Switche steam. Il gioco tratterà una storia tutta nuova per la serie con nuovi personaggi e nuove modalità di gioco.

### Spin-off

#### Nintendo 3DS
- Inazuma Eleven 1-2-3!! Endō Mamoru densetsu (イナズマイレブン 1・2・3!! 円堂守伝説? lett. "Inazuma Eleven 1-2-3!! La leggenda di Mamoru Endō"), pubblicato in Giappone il 27 dicembre 2012.[21] Raccolta rimasterizzata di tutte le versioni di tutti i giochi usciti per Nintendo DS.
- Inazuma Eleven Everyday (イナズマイレブン エブリデイ?, Inazuma Irebun - Eburidei) - Un gioco per Nintendo 3DS agli acquirenti di Inazuma Eleven GO 2: Chrono Stone, Inazuma Eleven 1-2-3!! Endō Mamoru densetsu ed Inazuma Eleven GO Strikers 2013.[22] È ambientato durante la trama del primo gioco, e il giocatore interpreta un ragazzo o una ragazza che è lasciato temporaneamente dai genitori a Mark Evans o Axel Blaze, con caratteristiche della vita di tutti i giorni quali dormire, la scuola ecc. Nel gioco ci si trova nello stesso periodo della realtà, essendo sincronizzato con l'orologio del Nintendo 3DS. Vi è anche un minigioco in cui si deve ritirare la palla al personaggio che si è scelto.

#### Nintendo Wii
I tre giochi per Wii non hanno una vera e propria storia ma ne riprendono i momenti salienti, permettendo di giocare contro le varie squadre più importanti comparse nella serie:
- Inazuma Eleven Strikers (イナズマイレブン ストライカーズ?, Inazuma Irebun Sutoraikāzu), pubblicato in Giappone il 16 luglio 2011[23] e in Europa il 28 settembre 2012[24].
- Inazuma Eleven Strikers 2012 Xtreme (イナズマイレブン ストライカーズ 2012 エクストリーム?, Inazuma Irebun Sutoraikāzu ni-zero-ichi-ni Ekusutorīmu), pubblicato in Giappone il 22 dicembre 2011.[25]
- Inazuma Eleven GO Strikers 2013 (イナズマイレブンGO ストライカーズ 2013?, Inazuma Irebun Gō Sutoraikāzu ni-zero-ichi-san), pubblicato in Giappone il 20 dicembre 2012.[26]

#### PC
- Inazuma Eleven Online (イナズマイレブンオンライン?, Inazuma Irebun Onrain): è un gioco MMO gratuito su internet, sviluppato da Level-5 in collaborazione con NHN PlayArt. È accessibile in Giappone sul portale Hangame dal 4 giugno 2014.[27]

#### Dispositivi mobili
- Inazuma Eleven Future (イナズマイレブン フューチャー?, Inazuma Irebun Fyūchā): presentato con un trailer nel 2009 ed incentrato attorno a Canon Evans, ma mai pubblicato.[28]
- Inazuma Eleven Dash (イナズマイレブンダッシュ?, Inazuma Irebun Dasshu), pubblicato in Giappone il 23 dicembre 2010[29].
- LINE Puzzle de Inazuma Eleven (LINE パズル de イナズマイレブン?, Line Pazuru de Inazuma Irebun), videogioco rompicapo prodotto da Level-5 e LINE Corporation pubblicato in tutto il mondo in lingua giapponese il 19 dicembre 2013 per i sistemi iOS e Android.[30]

## Manga e anime
Dalla serie di videogiochi sono stati tratti anche due manga, scritti e disegnati da Ten'ya Yabuno e pubblicati da Shogakukan sulla rivista CoroCoro Comic, e sei serie televisive anime, prodotte da OLM e trasmesse da TV Tokyo. Queste sono le serie:
- Inazuma Eleven è il primo manga, tratto dai primi tre videogiochi per Nintendo DS. È stato pubblicato da Shogakukan sulla rivista CoroCoro Comic da giugno 2008 al 15 settembre 2011 e raccolto in 10 tankōbon[31]. Un omonimo anime di 127 episodi è stato trasmesso dal 5 ottobre 2008[32] al 27 aprile 2011[33]. Questo anime è stato trasmesso in Italia su Disney XD e Rai 2 da giugno 2010 a luglio 2012;
- Inazuma Eleven GO è la seconda serie anime, tratta dall'omonimo videogioco ed iniziata prima dell'uscita di esso. È stata trasmessa dal 4 maggio 2011[34] all'11 aprile 2012 per un totale di 47 episodi[35]. L'anime è stato trasmesso in Italia su Disney XD dal 1º luglio al 19 novembre 2013. Un manga con lo stesso titolo è stato pubblicato dal 15 ottobre 2011[31] al 15 marzo 2014[36]. Questo manga prosegue oltre la fine della storia dell'anime, narrando anche gli eventi della successiva serie animata Inazuma Eleven GO Chrono Stones, dal terzo al sesto volume, e quelli dell'ultima serie, Inazuma Eleven GO Galaxy, solo nel settimo e ultimo volume[37][38][39];
- Inazuma Eleven GO Chrono Stones è la terza serie anime, tratta dal videogioco Inazuma Eleven GO Chrono Stones. Conta 51 episodi ed è stata trasmessa dal 18 aprile 2012[40] al 1º maggio 2013[41]. La serie è stata trasmessa in Italia da Disney XD dal 7 aprile[42] al 20 ottobre 2014;
- Inazuma Eleven GO Galaxy è la quarta serie anime, tratta dall'omonimo videogioco. Conta 43 episodi ed è stata trasmessa dall'8 maggio 2013[43] al 19 marzo 2014[44]. La serie viene trasmessa in Italia su Disney XD dal 10 novembre 2014.
- Inazuma Eleven Ares è la quinta serie anime, tratta dalla prima parte di Inazuma Eleven Eiyuu-tachi no Great Road. Conta 26 episodi ed è stata trasmessa dall'6 aprile 2018 al 28 settembre 2018.
- Inazuma Eleven Orion no Kokuin è la sesta serie anime, tratta dalla seconda parte di Inazuma Eleven Eiyuu-tachi no Great Road, iniziata il 5 ottobre 2018 e conclusasi il 27 settembre 2019.

Oltre alle serie, sono stati prodotti quattro film d'animazione, di cui i primi due in 3D:
- Inazuma Eleven - Il Film - L'attacco della squadra più forte - Gli Ogre (劇場版 イナズマイレブン 最強軍団オーガ襲来?, Gekijōban Inazuma Irebun - Saikyō gundan Ōga shūrai, letteralmente "Inazuma Eleven - Il film - L'attacco dell'armata più forte Ogre"), uscito il 23 dicembre 2010[45] e trasmesso in televisione in Italia su Disney XD il 13 giugno 2014 e per la prima volta in chiaro su Rai Gulp il 26 luglio 2014;
- Gekijōban Inazuma Eleven GO - Kyūkyoku no kizuna Gryphon (劇場版イナズマイレブンGO 究極の絆 グリフォン?, Gekijōban Inazuma Irebun Gō - Kyūkyoku no kizuna Gurifon, letteralmente "Inazuma Eleven GO - Il film - Il legame definitivo Gryphon"), uscito il 23 dicembre 2011[46];
- Gekijōban Inazuma Eleven GO vs Danball senki W (劇場版イナズマイレブンGO vs ダンボール戦機W?, Gekijōban Inazuma Irebun Gō buiesu Danbōru senki daburu), uscito il 1º dicembre 2012. È un crossover fra Inazuma Eleven GO e Danball senki W (seguito di Little Battlers eXperience), altra serie animata tratta da un videogioco della Level-5.[47][48]
- Inazuma Eleven - Chō jigen dream match (イナズマイレブン 超次元ドリームマッチ?, Inazuma Irebun - Chō jigen dorīmu macchi), film a episodi uscito il 13 giugno 2014[49] relativo in parte a Inazuma Eleven e in parte a Danball senki. Il film raccoglie personaggi dalle quattro serie di Inazuma Eleven e dalle tre di Danball senki (di cui la prima è stata doppiata in italiano con il titolo di Little Battlers eXperience).

## Citazioni in altre opere
- Nell'episodio 8 di Fresh Pretty Cure!, Love, tentando di creare una specie di tornado, dice "Tornado di Fuoco", nome dell'omonima tecnica di Axel Blaze.
- Nell'episodio 5 di Yo-kai Watch, altro anime tratto da un videogioco della Level-5, il protagonista Nathan Adams esegue la stessa tecnica di Axel Blaze, il Tornado di Fuoco, ma con un nome diverso: Fire Keita Tornado.
- Nell'anime Outbreak Company, viene citato quest'anime dalla protagonista Minori Koganuma, sostenendo di essere una loro fan.
- Nell'anime Kiss Him, Not Me!, la protagonista Nae afferma di essere una grande fan di Gazelle, il capitano della Diamond Dust.